# Bettler GmbH
Bettler GmbH è un film muto del 1919 diretto da Alwin Neuß.

## Distribuzione
Il film uscì nelle sale il 2 maggio 1919.